# Picot andí septentrional
El picot andí septentrional (Colaptes cinereocapillus) és una espècie d'ocell de la família dels pícids (Picidae) que habita la puna, praderies i terres de conreudels Andes, 2000-5000 m, del sud de l'Equador i nord del Perú.